# Жирнов Микола Миколайович
Микол́а Микола́йович Жирно́в (* 1966) — український військовик, генерал-майор Збройних сил України.
Командувач Командування Сил підтримки Збройних сил України (2020—2021), начальник Київської міської військової адміністрації (від 1 березня 2022 до 21 жовтня 2022 року).

## Біографія
Народився 2 травня 1966 року в місті Степанаван.
У 1987 році здобув освіту в Кам’янець-Подільському вищому військово-інженерному командному училищі. 
У 2001—2002 роках проходив службу в миротворчій місії ООН у Південному Лівані. 
У 2009 році закінчив навчання в Національному університеті оборони України імені Івана Черняховського.
З лютого 2020 року по серпень 2021 року очолював Командування Сил підтримки Збройних Сил України.
З 1 березня по 21 жовтня 2022 року був начальником Київської міської військової адміністрації.
21 жовтня Указом Президента України звільнений зі займаної посади.

## Нагороди
- Орден Богдана Хмельницького II ступеня (27 листопада 2014) — за особисту мужність і героїзм, виявлені у захисті державного суверенітету та територіальної цілісності України.[7]
- Орден Богдана Хмельницького III ступеня (3 грудня 2008) — за вагомий особистий внесок у зміцнення обороноздатності і безпеки України, зразкове виконання військового обов'язку, високий професіоналізм та з нагоди 17-ї річниці Збройних Сил України.